# Grodzisko na wzgórzu Kocica

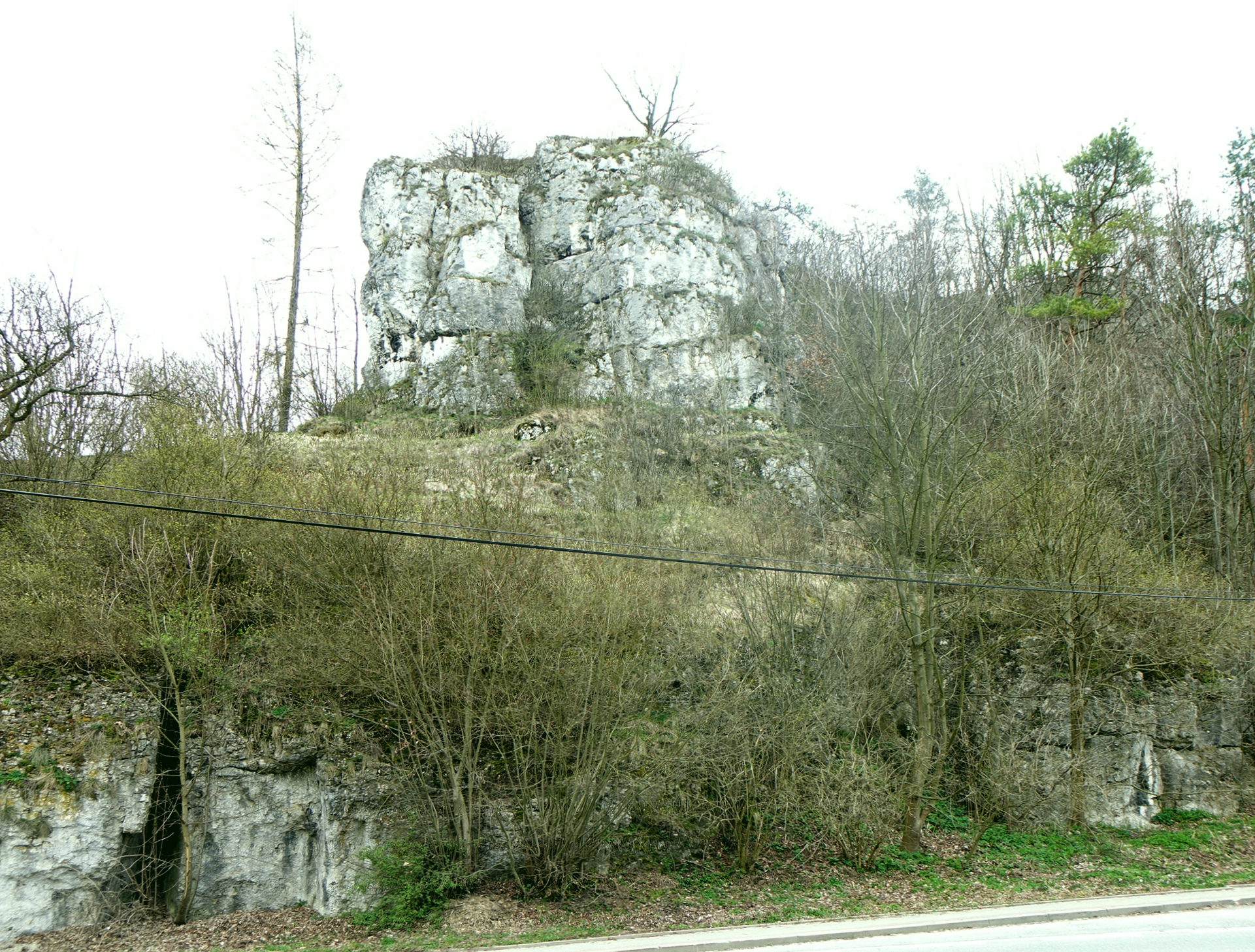
Kocica

Grodzisko na wzgórzu Kocica – grodzisko na skale i wzgórzu Kocica w Ojcowskim Parku Narodowym. Znajduje się na Wyżynie Olkuskiej (część Wyżyny Krakowsko-Częstochowskiej), w miejscowości Sułoszowa w województwie małopolskim, w powiecie krakowskim, w gminie Sułoszowa. Od południowej strony wzgórze to opada pionową, wapienną skałą na chodnik drogi wojewódzkiej nr 773 (odcinek z Sułoszowej do Skały), tuż naprzeciwko wylotu wąwozu Babie Doły.
Jan Długosz podał, że w 1228 r. Henryk Brodaty w związku z konfliktem z Konradem Mazowieckim o Kraków, założył Gród w Skale. W 1237 r. Henryk pozwolił schronić się w nim Bolesławowi Wstydliwemu wraz z matką Grzymisławą przed represjami ze strony Konrada Mazowieckiego, ten jednak w 1242 r. zdobył go i zniszczył. Początkowo historycy i archeolodzy Gród w Skale zidentyfikowali z Zamkiem w Pieskowej Skale, otoczonym wałami klasztorem klarysek w Skale (Pustelnia błogosławionej Salomei na wzgórzu „Grodzisko” nad Prądnikiem), ostatnio jednak z Grodziskiem na wzgórzu Kocica w Sułoszowej.
Kocica znajduje się w odległości około 650 m na północny zachód od Zamku w Pieskowej Skale. Na jej płaskim szczycie najbardziej obronnym miejscem była mała skalna platforma nad pionową ścianą. Do tej pory dostrzec można ślady ziemnego wału broniącego dostępu do niej od północnej strony. Obecnie teren grodziska to pole uprawne. Archeolodzy nie dokonali gruntownych badań grodziska, ale podczas badań powierzchniowych znaleziono liczne fragmenty XIII-wiecznych naczyń. Być może jadł z nich młody wówczas Bolesław Wstydliwy, być może tutaj starli się śląscy i mazowieccy rycerze.